# Granulina parilis
Granulina parilis là một loài ốc biển nhỏ, là động vật thân mềm chân bụng sống ở biển trong họ Cystiscidae, previously placed trong họ Marginellidae.

## Phân bố
Đây là loài đặc hữu của São Tomé và Príncipe.